# Prajskaïa (métro de Moscou)
Prajskaïa (en russe : Пра́жская et en anglais : Prazhskaya) est une station de la ligne Serpoukhovsko-Timiriazevskaïa (ligne 9 grise) du métro de Moscou, située sur le territoire du raïon Tchertanovo Tsentralnoïe dans le district administratif sud de Moscou.

## Situation sur le réseau
Établie en souterrain, à 10 mètres sous le niveau du sol, la station Prajskaïa est située au point 189+33 de la ligne Serpoukhovsko-Timiriazevskaïa (ligne 9 grise), entre les stations Ioujnaïa (en direction de Altoufievo) et Oulitsa Akademika Iangelia (en direction de Boulvar Dmitria Donskogo).
En direction de Prajskaïa, elle dispose d'une liaison entre les tunnels avec deux voies de service en impasse au centre.